# Yūtarō Masuda
Yūtarō Masuda (japanisch 桝田 雄太郎 Masuda Yūtarō; * 27. März 1985 in Suita) ist ein ehemaliger japanischer Fußballspieler.

## Karriere
Masuda erlernte das Fußballspielen in der Schulmannschaft der Taisei Gakuin University High School und der Universitätsmannschaft der Osaka University of Commerce. Seinen ersten Vertrag unterschrieb er 2007 bei MIO Biwako Kusatsu (heute: MIO Biwako Shiga). Am Ende der Saison 2008 stieg der Verein in die Japan Football League auf. Für den Verein absolvierte er 123 Ligaspiele. 2013 wechselte er zum Ligakonkurrenten SC Sagamihara. Am Ende der Saison 2013 stieg der Verein in die J3 League auf. Für den Verein absolvierte er 46 Ligaspiele. 2015 kehrte er zu MIO Biwako Shiga zurück. Für den Verein absolvierte er 40 Ligaspiele. Ende 2016 beendete er seine Karriere als Fußballspieler.